# Gmina Sulmierzyce
Die Gmina Sulmierzyce ist eine Landgemeinde im Powiat Pajęczański der Woiwodschaft Łódź in Polen. Sie hat etwa 4400 Einwohner und ihr Sitz ist das Dorf Sulmierzyce mit nahezu 1400 Einwohnern.

## Geographie

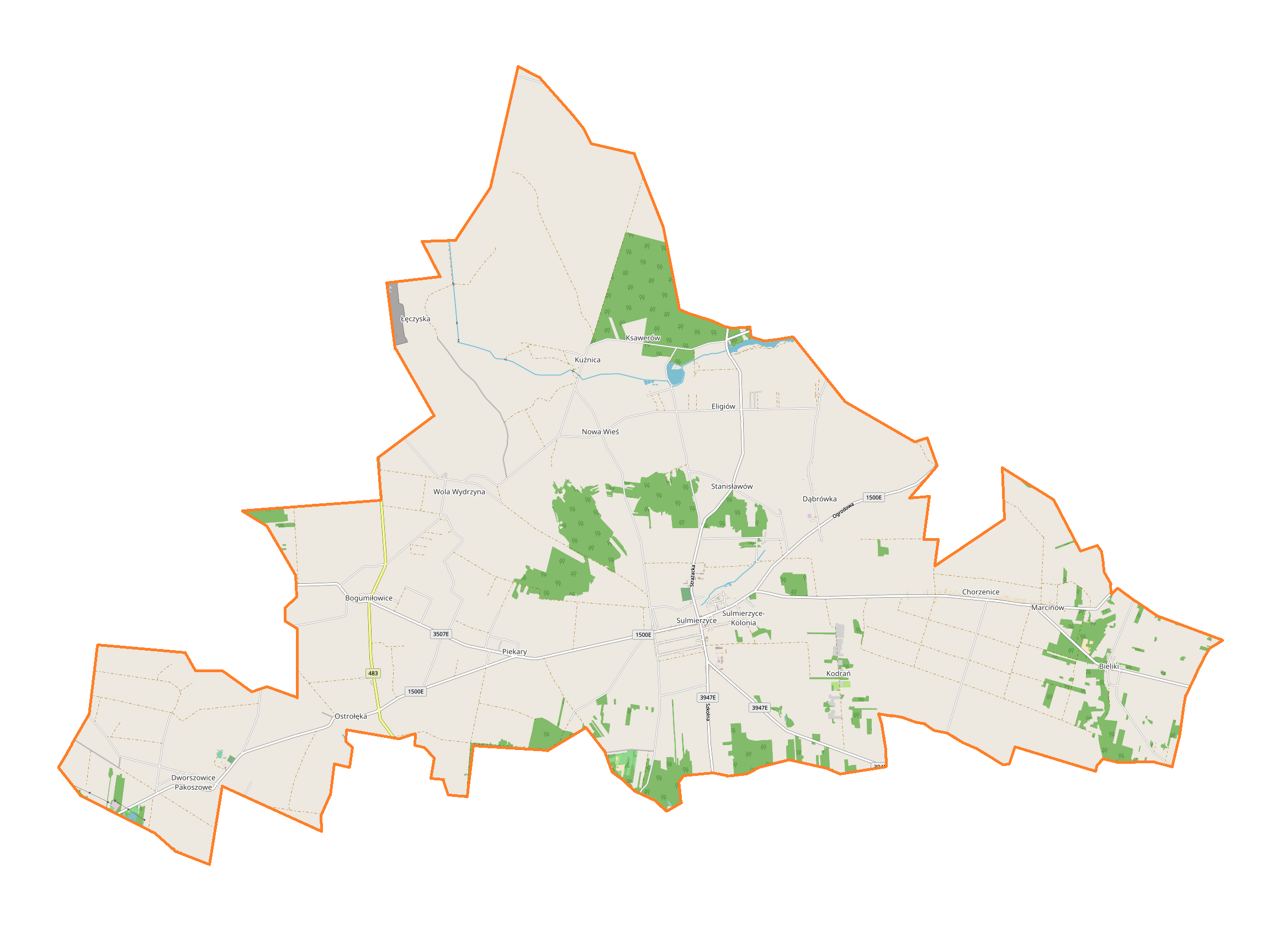
Karte der Gemeinde

Die Gemeinde liegt im Süden der Woiwodschaft. Die Kreisstadt Pajęczno (deutsch Pajęczno) liegt drei Kilometer westlich, Łódź (Lodz) 75 Kilometer nördlich und Warschau 190 Kilometer nordöstlich. Nachbargemeinden sind im Powiat Bełchatowski Szczerców im Norden und Kleszczów im Nordosten, im Powiat Radomszczański Lgota Wielka im Osten sowie im Powiat Pajęczański Strzelce Wielkie im Süden, Pajęczno im Südwesten und Rząśnia im Westen. Die Gemeinde hat eine Fläche von 82,7 km², von der 75 Prozent land- und 16 Prozent forstwirtschaftlich genutzt werden. Ihr Gebiet ist mit 53 Einwohnern/km² dünn besiedelt. Ein kleiner Teil des Gemeindegebiets wird im Nordwesten von der Braunkohlengrube Bełchatów (Kopalnia Węgla Brunatnego „Bełchatów”) eingenommen. Das große Kraftwerk Bełchatów liegt in der Nachbargemeinde Kleszczów. Die Krasówka durchzieht den Norden des Gemeindegebiets, wo sie zu Teichen aufgestaut wird. Sie entwässert über die Widawka in die Warthe.

## Geschichte
Während der deutschen Besetzung Polens im Zweiten Weltkrieg kam das Gemeindegebiet bis 1945 zum Landkreis Welun im Reichsgau Wartheland. Für kurze Zeit wurden die Orte umbenannt.
Die Landgemeinde Sulmierzyce im ehemaligen Powiat Noworadomski bzw. Radomszczański wurde 1954 in Gromadas zerschlagen. Sie wurde zum 1. Januar 1973 im Powiat Pajęczański alten Zuschnitts in der ehemaligen Woiwodschaft Łódź wieder gebildet. Von 1975 bis 1998 gehörte die Gemeinde zur Woiwodschaft Piotrków. Der Powiat war in dieser Zeit aufgelöst. Die Landgemeinde kam 1999 an den Powiat Pajęczański der Woiwodschaft Łódź im gegenwärtigen Gebietszuschnitt. Wójt ist seit den Kommunalwahlen 2010 Gabriel Orzeszek.

## Gliederung
Zur Landgemeinde (gmina wiejska) Sulmierzyce gehören die 14 folgenden Dörfer mit einem Schulzenamt (sołectwo), denen weitere Orte ohne Schulzenamt zugeordnet sind:
Bieliki
Bogumiłowice (1943–1945 Herrnmeiler)
Chorzenice (1943–1945 Köringen)
Dworszowice Pakoszowe
Eligiów (1943–1945 Ellgau)
Kodrań
Kuźnica (1943–1945 Kauzhorst) mit dem Ortsteil Wiśniów
Łęczyska
Marcinów
Ostrołęka
Piekary (1943–1945 Bäckersfelde)
Sulmierzyce (1943–1945 Sulmers)
Sulmierzyce-Kolonia
Wola Wydrzyna (1943–1945 Weidring)
Kleinere Dörfer der Gemeinde sind Dąbrówka, Ksawerów, Nowa Wieś und Stanisławów.
Weitere Orte der Gemeinde sind die Siedlungen Anielów (1943–1945 Krummstett), Dąbrowa, Dworszowice Pakoszowe, Dygudaj, Filipowizna, Kąty, Markowizna, Patyków und Trzciniec. Der ehemalige Wohnplatz Złotniki ist eine Wüstung.

## Sehenswürdigkeiten
Unter nationalem Denkmalschutz stehen die Herrenhäuser, die Orangerie und der Park in Chorzenice sowie das Herrenhaus und der Park in Wola Wydrzyna. Sehenswert ist auch die Pfarrkirche St. Erasmus in Sulmierzyce. In Dworszowice Pakoszowe wurde eine moderne Kirche errichtet.

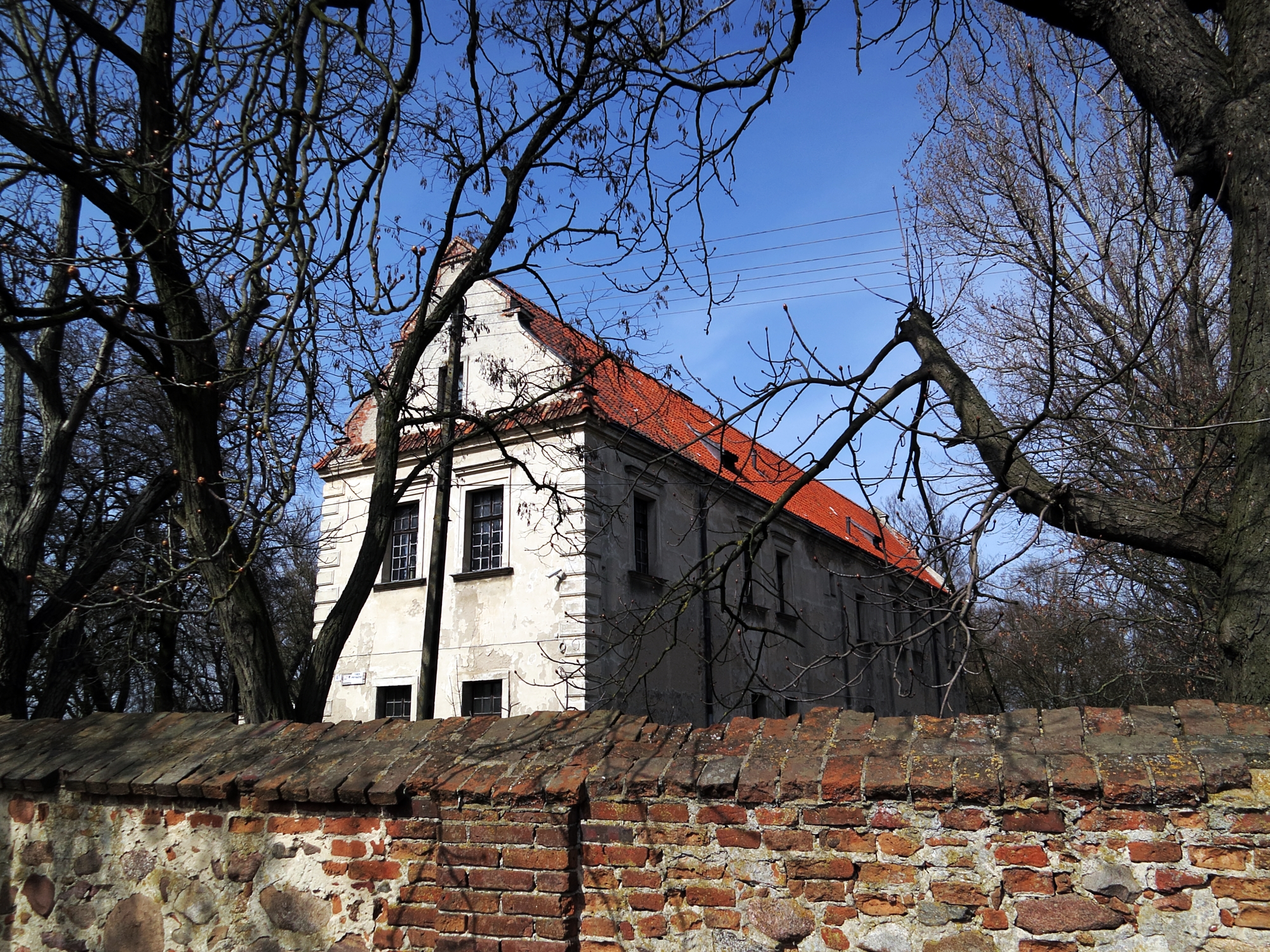
Befestigtes Herrenhaus in Chorzenice
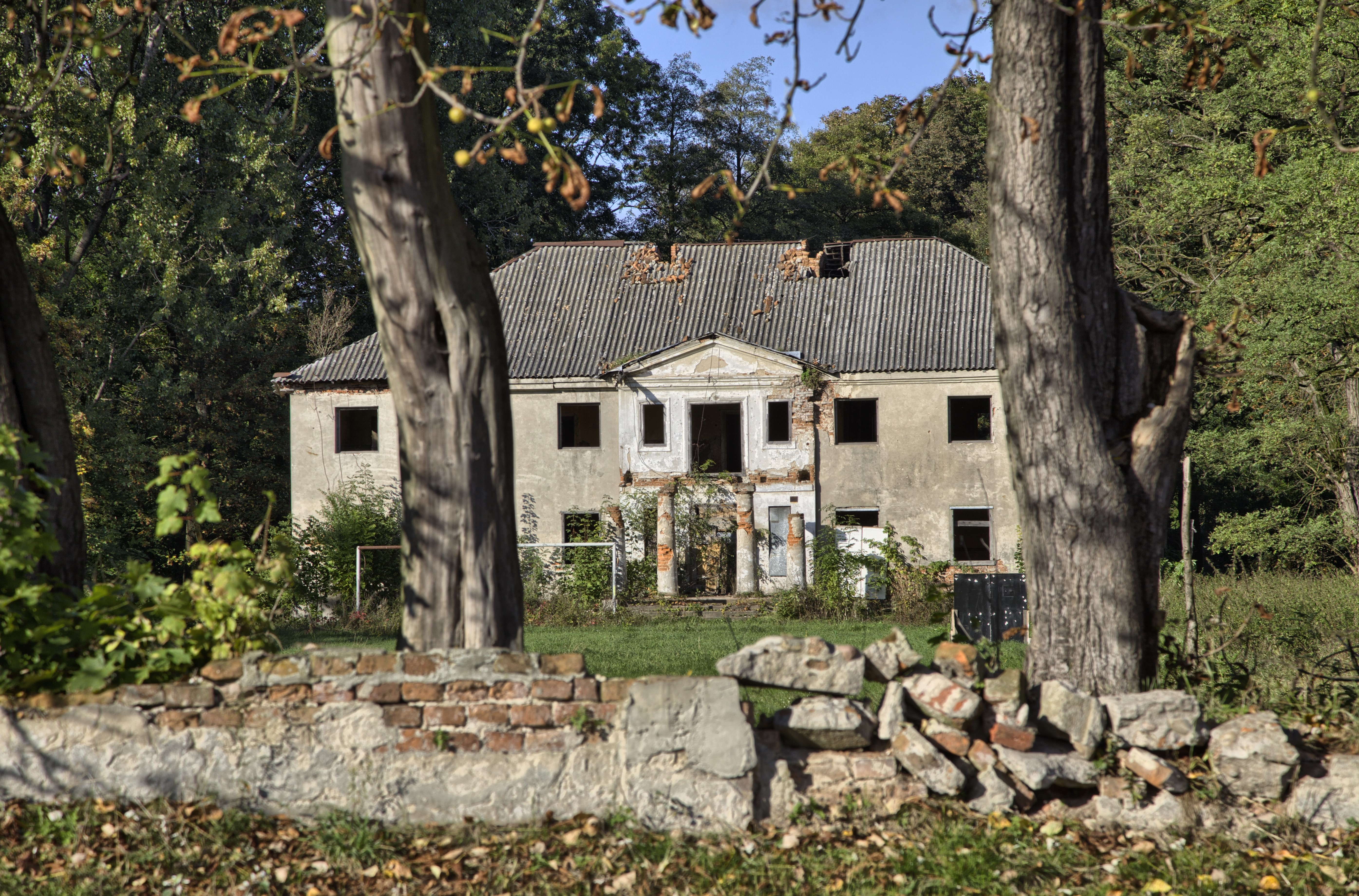
Herrenhaus in Chorzenice
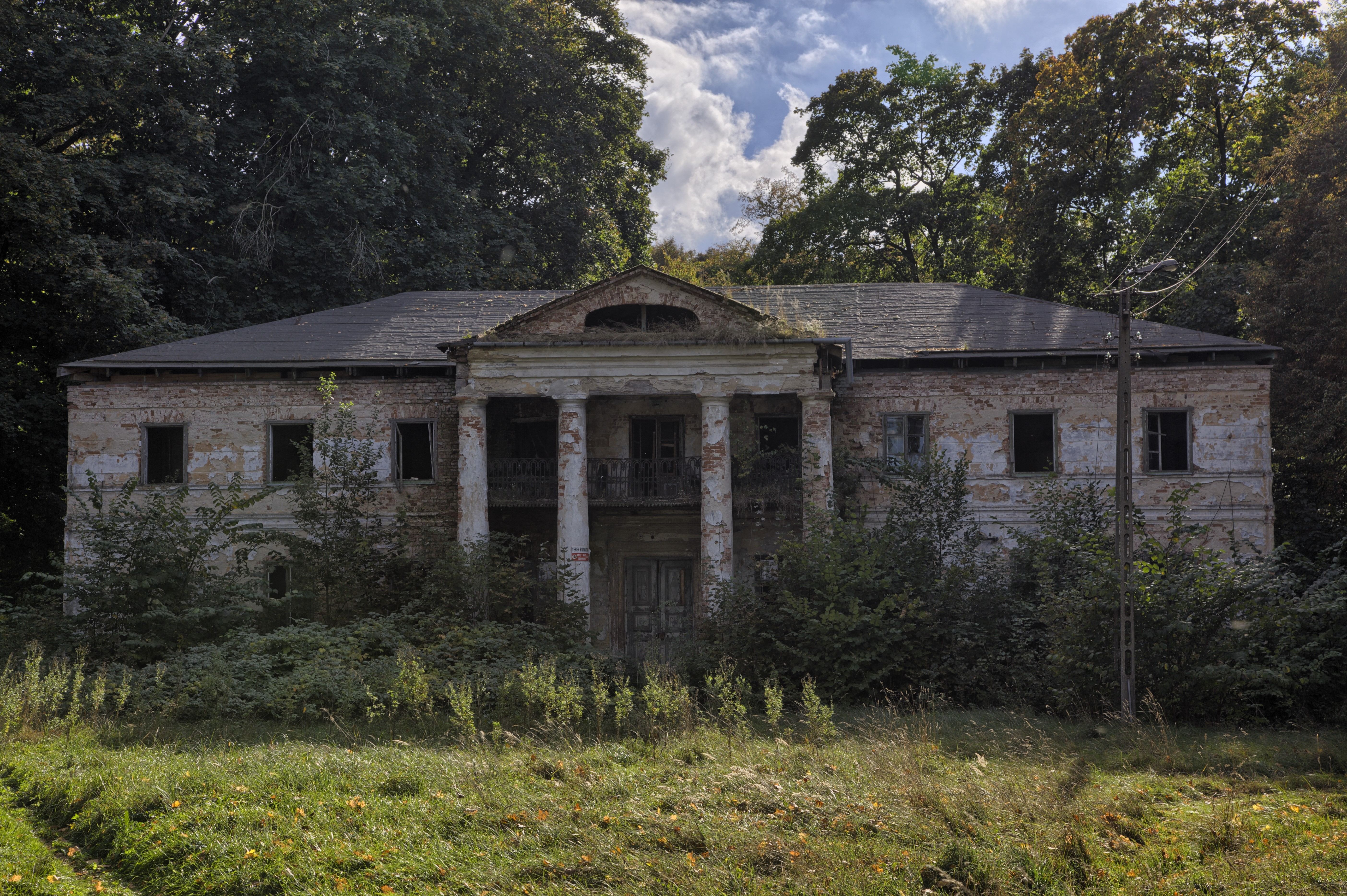
Herrenhaus in Wola Wydrzyna
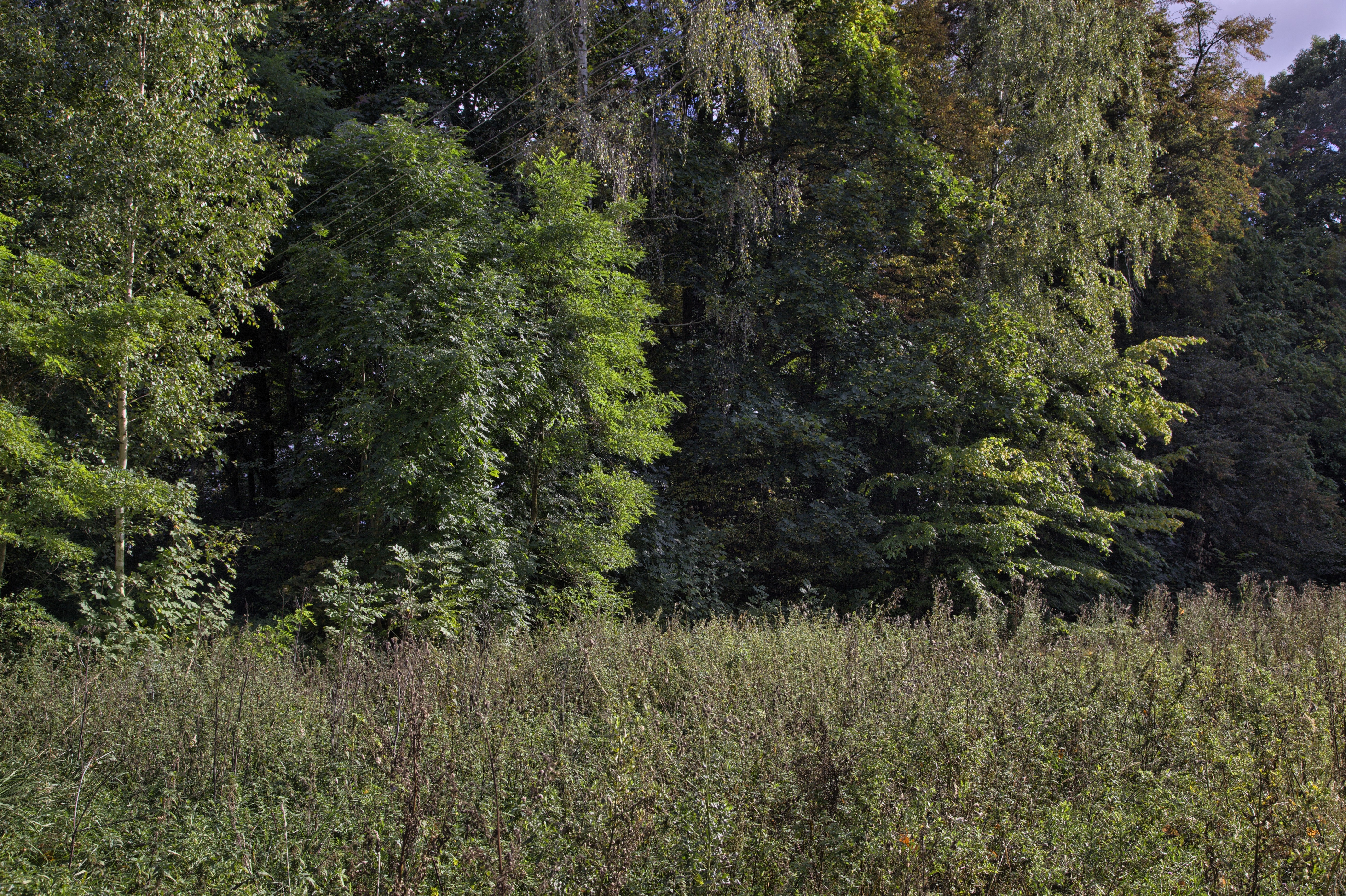
Park in Wola Wydrzyna
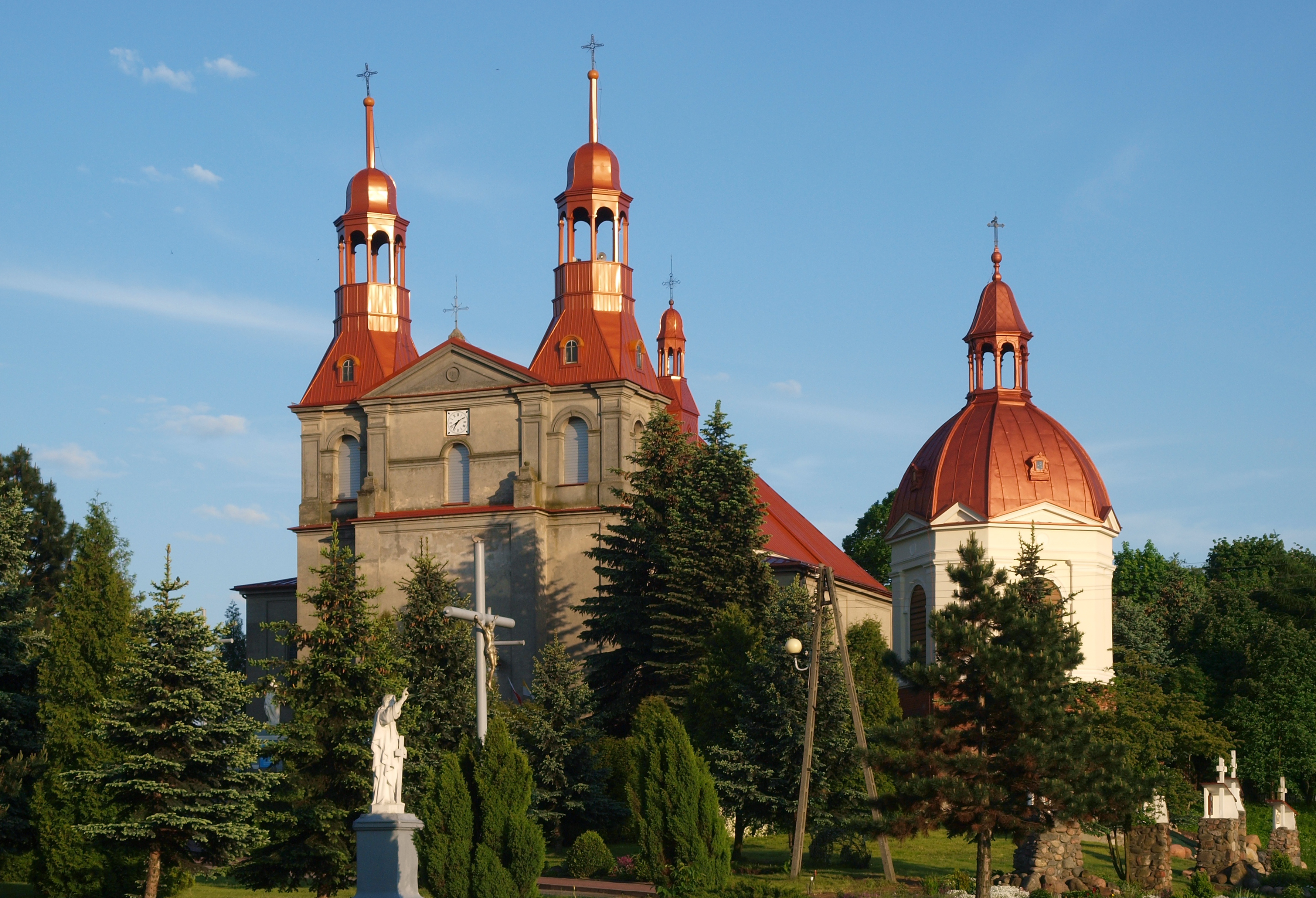
St. Erasmus in Sulmierzyce
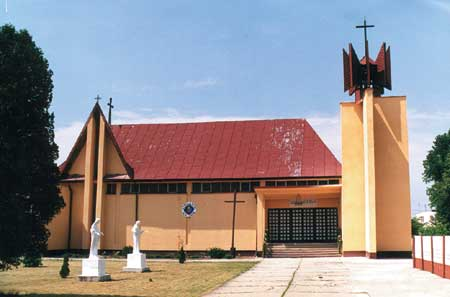
Kirche in Dworszowice Pakoszowe

## Verkehr
Die Woiwodschaftsstraße DW483 führt von Łask (Lask) über Bogumiłowice im Westen des Gemeindegebiets nach Częstochowa (Tschenstochau). Sie verläuft ab der Kreisstadt Pajęczno auf einer Trasse mit der Landesstraße DK42 und erhält in Radomsko Anschluss an die Autobahn A1 (Europastraße 75).
Die nächste Bahnstation war bis Dezember 2012 Wistka an der Bahnstrecke Wyczerpy–Chorzew Siemkowice in der Nachbargemeinde Strzelce Wielkie. Der Bahnhof Radomsko liegt an der Bahnstrecke Warschau–Katowice.
Der nächste internationale Flughafen ist Łódź.

## Persönlichkeiten
- Elżbieta Pleszczyńska (* 1933 in Wola Wydrzyna), Statistikerin, Hochschullehrerin und Aktivistin für Behindertenrechte.